# Josef Ressel
Joseph Ludwig Franz Ressel (češki: Josef Ludvík František Ressel, Chrudim, Češka, 29. lipnja 1793. – 9. listopada 1857. Ljubljana, Slovenija), austrijsko-češki šumar i izumitelj, izumitelj brodskog propelera.

## Životopis
Rodno mjesto Josefa Ressela je češki gradić Chrudim. Ocu Antonu Herrmannu Resselu njemački je bio materinski jezik, dok mu je mati Marie Anna Konvičková bila prava Čehinja. Studirao je u Austriji na gimnaziji u Linzu. U Českim Budejovicama završio je topničku školu, te u samostanu Mariabrunn kod Beča završio je Šumarsku akademiju.
Radio je za austrijsku vladu kao šumar u južnim dijelovima monarhije, osobito u Hrvatskoj i Sloveniji. Među ostalim radio je u Motovunu. Zadaća mu je bila opskrbiti mornaricu kvalitetnim drvom. Pridonio je pošumljavanju Učke. Radio je u slovenskoj Kostanjevici gdje je testirao svoje brodske propelere. Godine 1821. premješten je u Trst, najveću luku Austrijskog Carstva, gdje su mu se testovi pokazali uspješnim. Propeler mu je patentiran 1827. godine. Na testu s brodom na parni pogon Civetta 1829. preplovio je tršćanskom lukom brzinom od šest čvorova i onda su eksplodirali parovodi. Policija je zbog ove nezgode zabranila daljnje testove. Eksploziju nije prouzročio novi propeler, kako se onda vjerovalo.
Patentirao je još mnoge izume. Osim što je izumio propeler, nazivali su ga izumiteljem parobroda te mu je podignut spomenik u parku u Beču, gdje ga se komemorira kao jedinog izumitelja vijčanog propelera i parobroda.

Također je izumio ili usavršio stroj za pogon riječnih brodova, pneumatsku poštu, kuglične i valjkaste ležajeve, mlin s valjcima, rotacijsku prešu, bojenje pamučne tkanine, cestovno parno vozilo, različite strojeve i alate za poljodjelstvo i dr.

Austrija mu je odala počast postavljanjem njegova lika na novčanici od 500 šilinga sredinom 1960-ih (P139). Na licu je Ressel, a na naličju brod Civetta.

Umro je u Ljubljani. Pokopan je u spomen-parku Navje, dijelu groblja sv. Krištofa u ljubljanskoj četvrti Bežigradu.

Zbog velikog doprinosa hrvatskom šumarstvu, u Motovunu je po njemu nazvan trg.

## Galerija slika
- Spomenik Josefu Resselu ispred zgrade Tehničkog univerziteta u Beču
- Spomen ploča na zgradi gimnazije u Linzu
- Spomenik Josefu Resselu u rezervatu za divljač Resslovka, (Bílovice nad Svitavou)
- Slovenski spomenik Josefu Resselu, 1957
- Resselov kip na zgradi realne gimnazije (danas Pravosudna akademija) u Kroměřížu

## Vanjske poveznice
- Josip Ressel Hrvatska tehnička enciklopedija, portal hrvatske tehničke baštine. LZMK